# New England Patriots 2022
La stagione 2022 dei New England Patriots è stata la 53ª della franchigia nella National Football League, la 63ª complessiva e la 23ª con Bill Belichick come capo-allenatore.
Chiusero la stagione con un record di 8 vittorie e 9 sconfitte, terzi nella AFC East, e non si qualificarono per i play-off: delle 23 stagioni con Belichick capo-allenatore fu la quinta volta in cui i Patriots non arrivarono ai play-off e la terza in cui chiusero con un record negativo, la seconda in tre anni dall'addio di Tom Brady.

## Scelte nel Draft 2022
| Scelte dei Patriots nel Draft 2022 |        |                   |       |                          |
| Giro                               | Scelta | Giocatore         | Ruolo | College                  |
| 1                                  | 29     | Cole Strange      | G     | Chattanooga              |
| 2                                  | 50     | Tyquan Thornton   | WR    | Baylor                   |
| 3                                  | 85     | Marcus Jones      | CB    | Houston                  |
| 4                                  | 121    | Jack Jones        | CB    | Arizona State            |
| 4                                  | 127    | Pierre Strong Jr. | HB    | South Dakota State       |
| 4                                  | 137    | Bailey Zappe      | QB    | Western Kentucky         |
| 6                                  | 183    | Kevin Harris      | HB    | South Carolina           |
| 6                                  | 200    | Sam Roberts       | DT    | Northwest Missouri State |
| 6                                  | 210    | Chasen Hines      | G     | LSU                      |
| 7                                  | 245    | Andrew Stueber    | G     | Michigan                 |

## Staff
| Staff dei New England Patriots nel 2022 |
| --- |
| Organi dirigenziali - Chairman/CEO – Robert Kraft - Presidente – Jonathan Kraft - Direttore del personale dei giocatori – Matt Groh - Direttore del personale professionistico – Brian Smith - Direttore degli osservatori dei professionisti – Steve Cargile - Direttore degli osservatori del college – Vacante - Director of scouting administration – Nancy Meier - Direttore dell'amministrazione del football – Berj Najarian - Consulente degli osservatori – Eliot Wolf Capo allenatore - Capo-allenatore/general manager - Bill Belichick - Consulente senior – Matt Patricia Altri allenatori - Preparatore atletico – Moses Cabrera - Assistente p.a. – Deron Mayo Allenatori dell'attacco - Coordinatore offensivo – Vacante - Quarterback – Vacante - Running back – Ivan Fears - Running back – Vinnie Sunseri - Wide receiver/kick returner - Troy Brown - Tight end/fullback – Nick Caley - Offensive line – Vacante - Assistente offensive line – Billy Yates - Assistente attacco – Joe Judge Allenatori della difesa - Defensive Line – DeMarcus Covington - Outside linebacker – Steve Belichick - Inside linebacker – Jerod Mayo - Cornerback – Mike Pellegrino - Safety – Brian Belichick - NFL coaching fellowship/difesa– Ross Douglas Allenatori dello special team - Coordinatore special team – Cameron Achord - Assistente special team – Joe Houston |

## Roster
| Roster dei New England Patriots nel 2022 |
| --- |
| Quarterback - 5 Brian Hoyer - 10 Mac Jones - 4 Bailey Zappe Running Back - 37 Damien Harris - 14 Ty Montgomery - 38 Rhamondre Stevenson - 35 Pierre Strong Jr. Wide Receiver - 15 Nelson Agholor - 84 Kendrick Bourne - 16 Jakobi Meyers - 1 DeVante Parker - 18 Matthew Slater - 11 Tyquan Thornton Tight End - 85 Hunter Henry - 81 Jonnu Smith Offensive Linemen - 60 David Andrews C - 77 Trent Brown T - 72 Yodny Cajuste T - 75 Justin Herron T - 63 Chasen Hines G - 71 Michael Onwenu G - 69 Cole Strange G - 76 Isaiah Wynn T Defensive Linemen - 90 Christian Barmore DT - 98 Carl Davis DT - 92 Davon Godchaux DT - 93 Lawrence Guy DE - 97 DaMarcus Mitchell DE - 96 Sam Roberts DT - 91 Deatrich Wise Jr. DE Linebacker - 8 Ja'Whaun Bentley MLB - 58 Anfernee Jennings OLB - 9 Matthew Judon OLB - 46 Raekwon McMillan MLB - 48 Jahlani Tavai MLB - 55 Josh Uche OLB - 30 Mack Wilson OLB Defensive Back - 24 Joshuah Bledsoe FS - 27 Myles Bryant CB - 22 Cody Davis FS - 23 Kyle Dugger SS - 34 Jack Jones CB - 31 Jonathan Jones CB - 25 Marcus Jones CB - 32 Devin McCourty FS - 2 Jalen Mills CB - 3 Jabrill Peppers SS - 21 Adrian Phillips SS - 41 Brenden Schooler FS - 26 Shaun Wade CB Special Team - 7 Jake Bailey P - 49 Joe Cardona LS - 6 Nick Folk K Lista delle riserve - 94 Henry Anderson DE (IR) - 95 Daniel Ekuale DT (Sospeso) - 13 Quinn Nordin K (NF-Inj.) - 51 Ronnie Perkins OLB (IR) - 64 Andrew Stueber T (NF-Inj.) - 17 Kristian Wilkerson WR (IR) - 33 Joejuan Williams CB (IR) Squadra di allenamento - 65 James Ferentz C - 36 Kevin Harris RB - 35 Brad Hawkins SS - 83 Lil'Jordan Humphrey WR - 52 Harvey Langi MLB - 45 Cameron McGrone OLB - 39 Terrance Mitchell CB - 62 Bill Murray G - 82 Tre Nixon WR - 72 Jeremiah Pharms Jr. DT - 74 LaBryan Ray DT - 66 Kody Russey C - 87 Matt Sokol TE - 42 J.J. Taylor RB - 88 Jalen Wydermyer TE 53 attivi, 7 inattivi, 15 nella squadra di allenamento |
| Legenda - I rookie sono in corsivo. - Il primo ruolo è il principale mentre gli eventuali successivi indicano i ruoli secondari. - (IR) sta per Injured Reserve ed indica la lista ristretta per un solo giocatore infortunato che può tornare ad allenarsi dopo la settimana 6 e a rientrare in prima squadra dopo che questa ha giocato 8 partite. - (NF-Inj.) / (NF-Ill.) stanno rispettivamente per Non-Football Injured e Non-Football Illness ed indicano le liste dove viene inserito un giocatore che ha un infortunio o una malattia non dipendente dal football americano. - (PUP) sta per Physically Unable to Perform ed indica la lista dove viene inserito un giocatore mentre è in attesa di recuperare la condizione fisica. Nella stagione regolare dopo la sesta partita giocata dalla propria squadra, il giocatore ha tempo tre settimane per riprendere ad allenarsi, più tre settimane aggiuntive dal suo rientro agli allenamenti per rientrare in prima squadra. |

## Precampionato
Il 12 maggio 2022 sono state annunciate le partite dei Patriots nel precampionato.
| Precampionato |                |                     |           |        |                   |         |
| Settimana     | Data           | Avversario          | Risultato | Record | Stadio            | Sintesi |
| 1             | 11 agosto 2022 | New York Giants     | S 21-23   | 0-1    | Gillette Stadium  | Sintesi |
| 2             | 19 agosto 2022 | Carolina Panthers   | V 20-10   | 1-1    | Gillette Stadium  | Sintesi |
| 3             | 26 agosto 2022 | @ Las Vegas Raiders | S 6-23    | 1-2    | Allegiant Stadium | Sintesi |

## Stagione regolare

### Calendario
Il calendario della stagione regolare è stato annunciato il 12 maggio 2022. Il gruppo degli avversari, stabiliti sulla base delle rotazioni previste dalla NFL per gli accoppiamenti tra le division nonché dai piazzamenti ottenuti nella stagione precedente, fu giudicato come il 16º più duro da affrontare tra tutti quelli della stagione 2022.
| Stagione regolare |                    |                         |               |        |                     |         |
| Settimana         | Data               | Avversario              | Risultato     | Record | Stadio              | Sintesi |
| 1                 | 11 settembre 2022  | @ Miami Dolphins        | S 7-20        | 0-1    | Hard Rock Stadium   | Sintesi |
| 2                 | 18 settembre 2022  | @ Pittsburgh Steelers   | V 17-14       | 1-1    | Acrisure Stadium    | Sintesi |
| 3                 | 25 settembre 2022  | Baltimore Ravens        | S 26-37       | 1-2    | Gillette Stadium    | Sintesi |
| 4                 | 2 ottobre 2022     | @ Green Bay Packers     | S 24-27 (DTS) | 1-3    | Lambeau Field       | Sintesi |
| 5                 | 9 ottobre 2022     | Detroit Lions           | V 29-0        | 2-3    | Gillette Stadium    | Sintesi |
| 6                 | 16 ottobre 2022    | @ Cleveland Browns      | V 38-15       | 3-3    | FirstEnergy Stadium | Sintesi |
| 7                 | 24 ottobre 2022    | Chicago Bears (M)       | S 14-33       | 3-4    | Gillette Stadium    | Sintesi |
| 8                 | 30 ottobre 2022    | @ New York Jets         | V 22-17       | 4-4    | MetLife Stadium     | Sintesi |
| 9                 | 6 novembre 2022    | Indianapolis Colts      | V 26-3        | 5-4    | Gillette Stadium    | Sintesi |
| 10                | Riposo             | Riposo                  | Riposo        | Riposo | Riposo              | Riposo  |
| 11                | 20 novembre 2022   | New York Jets           | V 10-3        | 6-4    | Gillette Stadium    | Sintesi |
| 12                | 24 novembre 2022   | @ Minnesota Vikings (T) | S 26-33       | 6-5    | U.S. Bank Stadium   | Sintesi |
| 13                | 1º dicembre 2022   | Buffalo Bills (T)       | S 10-24       | 6-6    | Gillette Stadium    | Sintesi |
| 14                | 12 dicembre 2022   | @ Arizona Cardinals (M) | V 27-13       | 7-6    | State Farm Stadium  | Sintesi |
| 15                | 18 dicembre 2022   | @ Las Vegas Raiders     | S 24-30       | 7-7    | Allegiant Stadium   | Sintesi |
| 16                | 24 dicembre 2022   | Cincinnati Bengals      | S 18-22       | 7-8    | Gillette Stadium    | Sintesi |
| 17                | 1º gennaio 2023    | Miami Dolphins          | V 23-21       | 8-8    | Gillette Stadium    | Sintesi |
| 18                | 17/18 gennaio 2023 | @ Buffalo Bills         | S 23-35       | 8-9    | Highmark Stadium    | Sintesi |

Note:
- Gli avversari della propria division sono in grassetto.
- Il simbolo "@" indica una partita giocata in trasferta.
- (M) indica il Monday Night Football, (T) il Thursday Night Football' e (S) il Sunday Night Football.

## Premi

### Premi settimanali e mensili
- Matt Judon:

difensore della AFC della settimana 5
- Nick Folk:

giocatore degli special team della AFC della settimana 8
- Marcus Jones:

giocatore degli special team della AFC della settimana 11
- Josh Uche:

difensore della AFC della settimana 14
- Rhamondre Stevenson:

running back della settimana 15
- Kyle Dugger:

difensore della AFC della settimana 17